# Waxworks: Some Singles 1977—1982
Waxworks: Some Singles 1977—1982 — первый сборник песен британской рок-группы XTC, выпущенный в ноябре 1982 году лейблом Virgin Records. Хотя он вышел сразу после успешного альбома English Settlement и его первого сингла «Senses Working Overtime», он не попал в Top 40, что, возможно, стало сигналом об упадке их коммерческого успеха в Великобритании. Все двенадцать треков вошли в первый диск Fossil Fuel: The XTC Singles 1977–92, выпущенный в 1996 году. Изначально он был выпущен в термоупаковке с Beeswax: Some B-Sides 1977–1982 в качестве «бесплатного бонусного альбома».

## Отзывы
| Оценки критиков | Оценки критиков |
| Источник        | Оценка          |
| --------------- | --------------- |
| AllMusic        | [ 2 ]           |

Альбом получил положительные отзывы музыкальной критики и интернет-изданий.
В ретроспективном обзоре для AllMusic Крис Вудстра написал, что хотя сборник Waxworks: Some Singles 1977—1982 позже был заменён более подробными сборниками XTC, он «остаётся классическим сборником первого, достудийного периода группы»

## Список композиций
Слова и музыка всех песен — Andy Partridge, кроме указанных.
| №  | Название                          | Автор(ы)       | Оригинальный релиз                                       | Длительность |
| -- | --------------------------------- | -------------- | -------------------------------------------------------- | ------------ |
| 1. | «Science Friction»                |                | Неальбомный сингл; 3D EP, 1977                           | 3:12         |
| 2. | «Statue of Liberty»               |                | White Music, 1978                                        | 2:24         |
| 3. | «This Is Pop?» (сингловая версия) |                | Неальбомный сингл, 1978; альбомная версия из White Music | 2:39         |
| 4. | «Are You Receiving Me?»           |                | Неальбомный сингл, 1978                                  | 3:03         |
| 5. | «Life Begins at the Hop»          | Colin Moulding | Неальбомный сингл, 1979                                  | 3:45         |
| 6. | «Making Plans for Nigel»          | Moulding       | Drums and Wires, 1979                                    | 3:53         |
| 7. | «Wait Till Your Boat Goes Down»   |                | Неальбомный сингл, 1980                                  | 4:34         |

| №   | Название                          | Автор(ы) | Оригинальный релиз       | Длительность |
| --- | --------------------------------- | -------- | ------------------------ | ------------ |
| 8.  | «Generals and Majors»             | Moulding | Black Sea, 1980          | 3:42         |
| 9.  | «Towers of London»                |          | Black Sea                | 4:38         |
| 10. | «Sgt. Rock (Is Going to Help Me)» |          | Black Sea                | 3:36         |
| 11. | «Senses Working Overtime»         |          | English Settlement, 1982 | 4:33         |
| 12. | «Ball and Chain»                  | Moulding | English Settlement       | 4:30         |

## Чарты
| Чарт (1980)                      | Высшая позиция |
| -------------------------------- | -------------- |
| Великобритания (UK Albums Chart) | 54             |